# 尼康D5200
尼康 D5200是尼康发布的一款具有2410万像素CMOS图像传感器的数码单镜反光相机。这款相机是尼康 D5100的替换产品，提供了1080p、30fps的高清视频拍摄功能。